# ساتوشي كوساياناغي
ساتوشي كوساياناغي (باليابانية: 草柳 聡) (مواليد 3 أبريل 1977)، هو لاعب كرة قدم سابق كان يلعب كمدافع.